# Auguste Vaillant
Auguste Vaillant (Charleville-Mézières, 27 dicembre 1861 – Parigi, 3 febbraio 1894) è stato un anarchico francese.

## Biografia
Abbandonato dai genitori in giovane età, condannato all'età di dodici anni per accattonaggio, emigrato senza fortuna in Argentina, Vaillant fu autore di un attentato dinamitardo alla Camera dei deputati francese il 9 dicembre 1893. La bomba non fece alcuna vittima, ma sparse il terrore: era chiaro che gli anarchici erano in grado di colpire perfino i centri del potere. Per questo motivo, la sua azione lo portò alla ghigliottina.

Per la prima volta dall'inizio del secolo, i tribunali francesi condannarono a morte un uomo, e fecero eseguire la sentenza, senza che il condannato avesse realmente ucciso qualcuno. Al processo Vaillant dichiarò:
L'esecuzione di Vaillant e la mancata concessione della grazia da parte del Presidente Carnot spinsero l'anarchico italiano Sante Caserio ad un attentato contro lo stesso Carnot, che fu ucciso il 24 giugno 1894.